# 37592 Pauljackson
37592 Pauljackson este un asteroid din centura principală de asteroizi.

## Descriere
37592 Pauljackson este un asteroid din centura principală de asteroizi. A fost descoperit pe 3 octombrie 1991 la Tautenburg de Lutz Dieter Schmadel și Freimut Börngen. Asteroidul prezintă o orbită caracterizată de o semiaxă mare de 2,62 ua, o excentricitate de 0,06 și o înclinație de 5,2° în raport cu ecliptica.